# Landkreis Dahme-Spreewald
Landkreis Dahme-Spreewald is een Landkreis in de Duitse deelstaat Brandenburg. De Landkreis telt 173.316 inwoners (31 december 2020) op een oppervlakte van 2.261.09 km². Kreisstadt is Lübben.

## Steden en gemeenten
De volgende steden en gemeenten liggen in de Landkreis (Inwoners op 31-12-2006):
| Steden ¹ Stad behorende bij een amt 1. Golßen ¹ (2.746) 2. Königs Wusterhausen (33.201) 3. Lieberose ¹ ↔ Luboraz (1.573) 4. Lübben ↔ Lubin (Błota) (14.557) 5. Luckau (10.477) 6. Märkisch Buchholz ¹ (810) 7. Mittenwalde (8.684) 8. Teupitz ¹ (1.920) 9. Wildau (9.642) Amtsvrije gemeenten 1. Bestensee (6.601) 2. Eichwalde (6.078) 3. Heideblick (4.222) 4. Heidesee (7.078) 5. Märkische Heide ↔ Wusoka (4.684) 6. Schönefeld (12.354) 7. Schulzendorf (7.549) 8. Zeuthen (10.377) | Ämter met gemeenten Lieberose/Oberspreewald ↔ Luboraz/Górne Błota (8.141) 1. Alt Zauche-Wußwerk ↔ Stara Niwa-Wózwjerch (590) 2. Byhleguhre-Byhlen ↔ Běła Góra-Bělin (845) 3. Jamlitz ↔ Jemjelnica (611) 4. Lieberose ↔ Luboraz (Stad) (1.573) 5. Neu Zauche ↔ Nowa Niwa (1.244) 6. Schwielochsee (1.668) 7. Spreewaldheide (568) 8. Straupitz ↔ Tšupc (1.042) Schenkenländchen (8.353) 1. Groß Köris (2.247) 2. Halbe (2.219) 3. Märkisch Buchholz (Stad) (810) 4. Münchehofe (528) 5. Schwerin (629) 6. Teupitz (Stad) (1.920) Unterspreewald ↔ Dolne Błota (4.990) 1. Bersteland (937) 2. Drahnsdorf (648) 3. Golßen (Stad) (2.746) 4. Kasel-Golzig (772) 5. Krausnick-Groß Wasserburg ↔ Kšušwica-Wódowy Grod (636) 6. Rietzneuendorf-Staakow ↔ Nowa Wjas psi rece-Stoki (670) 7. Schlepzig ↔ Slopišca (652) 8. Schönwald ↔ Běły Gózd (1.238) 9. Steinreich (602) 10. Unterspreewald ↔ Dolne Błota (857) |

Barnim · Brandenburg an der Havel · Cottbus · Dahme-Spreewald · Elbe-Elster · Frankfurt (Oder) · Havelland · Märkisch Oderland · Oberhavel · Oberspreewald-Lausitz · Oder-Spree · Ostprignitz-Ruppin · Potsdam · Potsdam-Mittelmark · Prignitz · Spree-Neiße · Teltow-Fläming · Uckermark